# 練兵館

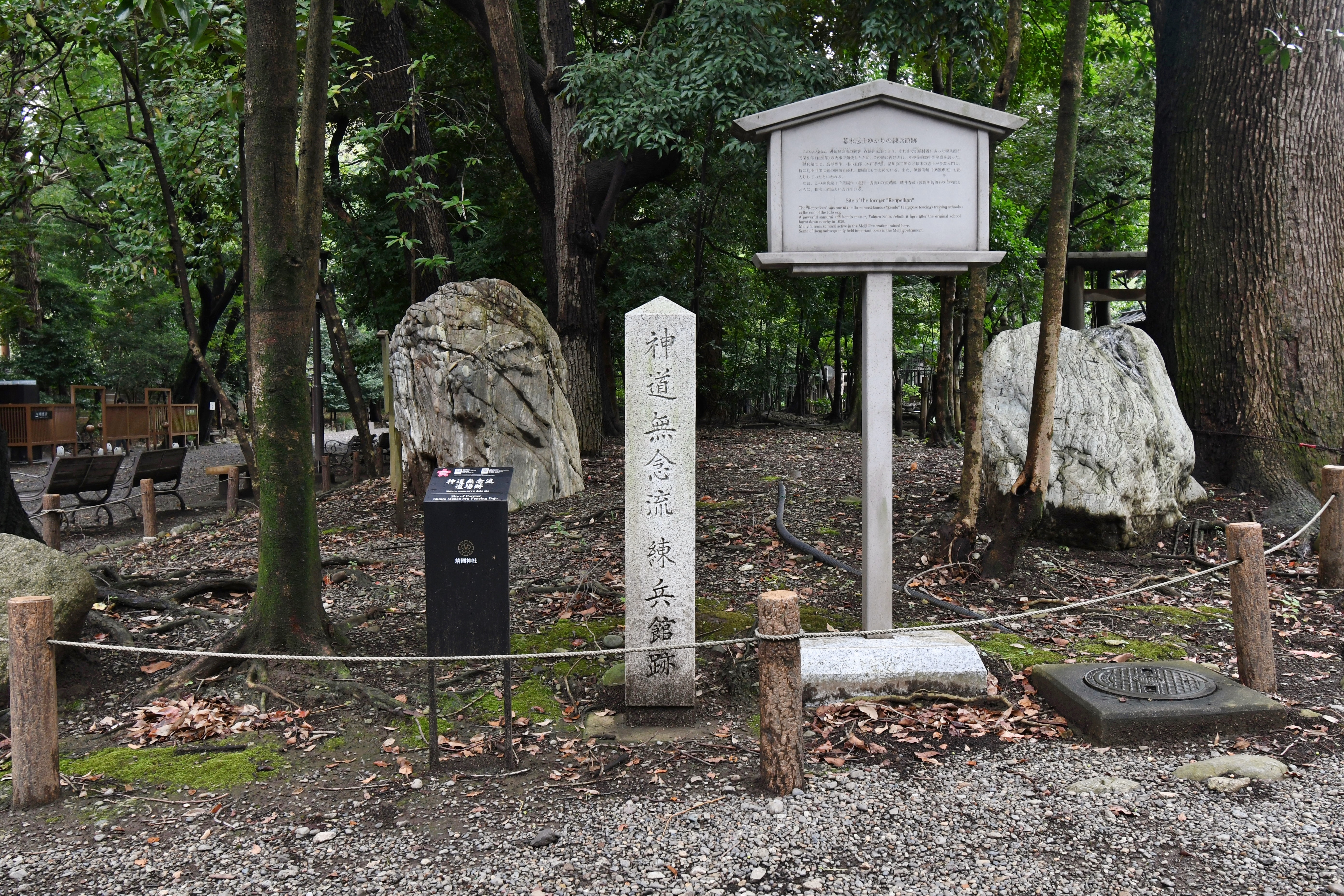
練兵館跡（靖国神社境内）

練兵館（れんぺいかん）は、斎藤弥九郎によって開かれた、神道無念流の剣術道場。
「技の千葉」（北辰一刀流・玄武館）、「位の桃井」（鏡新明智流・士学館）と並び、「力の斎藤」と称され、後に幕末江戸三大道場の一つに数えられた。

## 歴史
文政9年（1826年）、九段坂下俎橋付近（現在の東京都千代田区内）に設立され、のちに九段坂上（現在の靖国神社境内）に移転した。幕末期には、現在の靖国神社の敷地の南西部一帯に百畳敷きの道場と三十畳敷きの寄宿所があり、黒船来航以来の尚武の気風もあって、隆盛を誇った。斎藤弥九郎でも終生10回中4回しか勝てなかったという実力を持つ岡田吉貞（2代目岡田十松。初代岡田十松の子）が客分として居り、斎藤に代わって岡田が指導することもあった。
神道無念流は稽古によって心身を鍛えることを重視する流派であったが、練兵館の場合は、斎藤弥九郎の隠居所で行っていた練兵（軍事訓練）などで、より鍛錬を重視する傾向があった。剣術のみならず学問も重んじ、門下から明治維新の志士を輩出した。
有名な門下生には、長州藩の桂小五郎、高杉晋作、井上聞多、伊藤博文、品川弥二郎、津山藩の井汲唯一、大村藩の渡辺昇、斎藤弥九郎と同郷の仏生寺弥助、長岡藩の根岸信五郎、壬生藩の野原正一郎などがいる。なお、のちに新選組に入隊する永倉新八は、同じ流派ではあるが練兵館ではなく、斎藤弥九郎の師匠に当たる岡田吉利（初代岡田十松）が開いた「撃剣館」で学んでいた（当時の道場主は吉利の子の岡田利章（3代目岡田十松）である）。
明治維新後、東京招魂社（現靖国神社）創建により立ち退かざるを得なくなり、明治4年、牛込見附内に移転したが、文明開化の影響で剣術は廃れ、練兵館はさびれた。昭和50年（1975年）、斎藤弥九郎と縁のある斎藤信太郎によって、栃木県小山市に剣道道場として再興された。ただし神道無念流ではなく現代剣道を稽古している。

## 特徴

### 力の剣法
神道無念流剣術の特徴は、「力の剣法」と言われる如く、竹刀稽古では略打（軽く打つこと）を許さず、したたかに「真を打つ」渾身の一撃のみを一本とした点にある。そのため、他流よりも防具を牛革などで頑丈にしていた。練兵館の高弟の野原正一郎が他流試合で試合相手に重傷を負わせたことや、稽古の荒さに入門者が一時減ることもあったほどだった。
他流試合は練兵館においては禁じられていなかった。塾頭を務めた渡辺昇の明治期の談話や、他流修行者の修行録などの同時代史料から、広く他流と交わっていたことが判明している。天然理心流の佐藤彦五郎の日記にも、日野にある彼の屋敷の道場で神道無念流と共に稽古を行った、と書き残されている。

### 道場訓
道場の板壁に大きく貼り出された道場訓（神道無念流演剣場壁書）を稽古のたびに読ませた点も特徴である。この道場訓は神道無念流第2代の戸賀崎暉芳の作ともいわれる。それは以下のような内容であった。
- 兵は凶器といえば、その身一生持ちうることなきは大幸というべし。
- これを用うるは止むことを得ざる時なり。
- わたくしの意趣（いしゅ）遺恨（いこん）等に決して用うるべからず。
- これ、すなわち暴なり。

※ただしこれは読み下し文である。

### 塾中懸令
練兵館塾生が遵守すべき日課を定めた「塾中懸令」には、毎朝、五つ時（午前8時ごろ）まで素読を行うことが定められているほか、午後の出稽古の無い時は手習、学問、兵学、砲術をも心掛け、怠惰に日常を過ごさないよう訓辞されており、剣術のみならず空いた時間に学問も修めることになっていた。塾頭を務めた渡辺昇は後に、土木工事や時事など「武術の外に教へられた処が多かつた」と言ったという。
また、斎藤弥九郎が雑談の形で、桂小五郎など長州藩や水戸藩などの門下生たちに尊王攘夷思想の薫陶をそれとなく与え続けていたといわれる。特に桂小五郎は、師匠の斎藤に積極的に願い出て、斎藤の兵学の師である西洋兵学者の江川英龍の弟子となっている。江川は当時、最新の軍事知識を有する西洋兵学者として幕府からも絶大な信頼を得ており、1853年の黒船来航により、江戸湾一帯の台場築造の責任者として駆り出された。桂は、江川から単に小銃術・西洋砲術などを学ぶだけでは飽き足らず、この台場築造の実際を見る機を捉えて、積極的に江川に願い出、江川の付き人として一般人が立ち入ることを許されなかった江戸湾の軍事要衝地における台場築造工事をつぶさに視察している。
伊豆国・相模国・甲斐国など五カ国の代官を務める西洋兵学者の江川が、儒学の教養深い斎藤を自分の用人格として形式的に召し抱え、斎藤および練兵館の志士たちのスポンサー役を果たしつつ、幕府の危機を彼らに伝え続け、彼らはその貴重な情報を素直に受け止め続けていたのである。

## 歴代塾頭
- 荘勇雄
- 桂小五郎
- 井汲唯一
- 太田市之進
- 渡辺昇
- 佐藤常次郎
- 原保太郎

特に桂小五郎は藩命で帰藩するまでの5年間（1853年 - 1858年）、塾頭・師範代を務め続けるほどの腕前であった。
桂小五郎の前の塾頭だった大村藩士・荘勇雄は、大村騒動で同じく元塾頭の渡辺昇らに命を狙われ、斎藤新太郎に匿われたが、渡辺らは大村藩に仕えている斎藤歓之助を人質にして斎藤弥九郎を脅し、荘を捕らえることに協力させた。潜伏先に踏み込まれた荘は自害した。
仏生寺弥助は、19歳（17歳とも）で免許皆伝を得、桂や斎藤歓之助を凌ぐ腕前であったが、粗野な性格であったため塾頭になれなかったとされる。